# 金邊陷落
金邊陷落，或稱金邊淪陷、金邊解放，是指紅色高棉在1975年4月17日攻陷高棉共和國首都金邊、結束柬埔寨內戰的事件。
1975年4月初，金邊作為高棉共和國僅存的據點之一，被紅色高棉武裝包圍。城內人員完全依賴波成東國際機場的空中補給以繼續保衛金邊。但是隨著紅色高棉節節勝利，美國於1975年4月12日發起鷹遷行動，撤離在柬國民和柬埔寨盟國人員。高棉共和國政府很快撤離金邊，打算在靠近泰國邊境的地方建立一個新的行政中心以繼續抵抗。
4月17日，高棉政府軍在金邊周圍的最後一道軍事防線被攻破，紅色高棉成功佔領金邊，標誌著柬埔寨內戰結束。紅色高棉之後殺害高棉共和國官員和軍人；強迫金邊居民撤離，清空整座城市。無視外交豁免權，強迫躲藏在法國大使館的柬埔寨人離開大使館。紅色高棉正式掌權，標誌著紅色高棉大屠殺開始。

## 背景

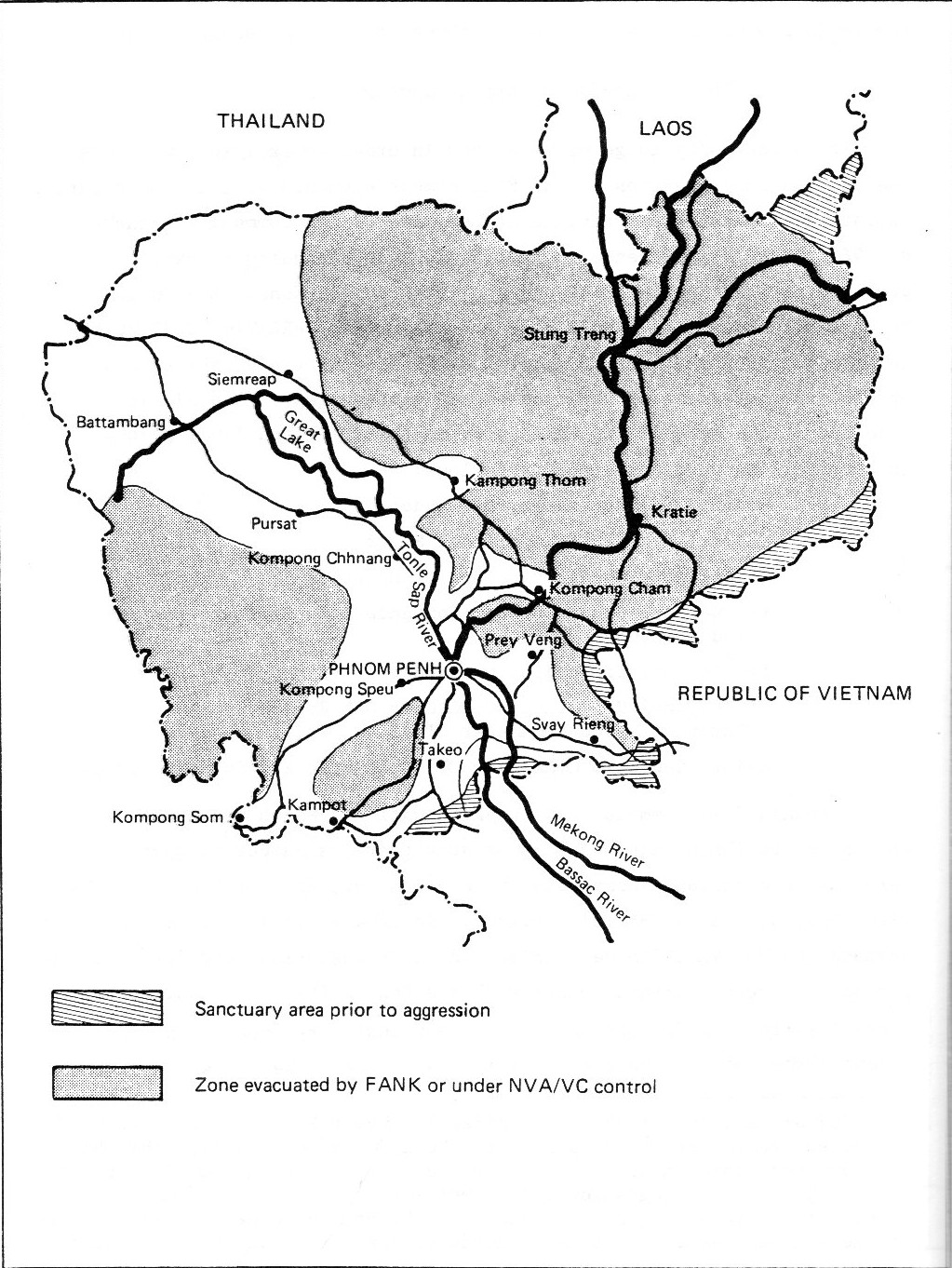
柬埔寨內戰中各方所控制的區域，高棉共和國政府僅控制白色區域（截至1970年8月）

紅色高棉對於金邊的攻擊始於1973年。1973年6月，紅色高棉率領約有一萬人的部隊攻擊金邊、之後又嘗試圍攻金邊，但嘗試均以失敗告終。柬埔寨的軍事局勢在1973年似乎暫時不太危急，高棉政府軍也成功在沒有美國空中支援下擊退紅色高棉。但是高棉政府軍存在許多問題，如缺乏協調和應變性、貪腐問題嚴重，這些因素使到高棉政府軍傷亡慘重，士氣持續低落:119。自從1973年開始，美國在越南化的政策下停止在柬埔寨境內進行空襲、僅提供補給，留下高棉政府軍自生自滅。
1975年初，美國支持下的高棉共和國政府僅控制金邊地區和湄公河沿岸部分城鎮，這些城鎮為從南越運來的糧食和彈藥提供了重要的補給線。因此在1975年旱季攻勢期間，紅色高棉沒有繼續對金邊進行正面攻擊，轉而開始嘗試切斷高棉政府軍的湄公河補給線。1975年1月12日，紅色高棉襲擊波蘿勉省的乃良市，這是高棉政府軍在湄公河上的一個重要防禦前哨。
1月27日，7艘艦艇緩慢地駛入金邊。這7艘艦艇原本是由16艘艦艇組成的海軍護航隊其中一部分，該護航隊在距南越邊境近100公里（62英里）的路程途中遭到攻擊。2月3日，一支航隊在距離金邊約74公里（46英里）處航行期間被紅色高棉放置的水雷擊中。對於水雷問題，雖然高棉海軍擁有掃雷能力，但由於紅色高棉控制河岸，因此掃雷工作成為不可能的任務、充其量情況下也是十分昂貴:102-104。結果高棉海軍損失四分之一艦艇，70%水手死傷。:347
2月17日，高棉政府軍放棄重奪湄公河補給線，使到所有向金邊提供的物資都必須透過空運抵達波成東國際機場（現金邊國際機場）:105。之後美國迅速調集食品、燃料和彈藥空運到金邊，但這些支援均受限於凱斯-丘奇修正案:347。在依賴空中補給期間，一家與美國政府簽約的航空公司伯德航空負責管理由C-130和DC-8飛機組成混合機隊的空運，這些飛機每天從位於泰國的烏達堡皇家海軍機場飛往波成東20趟，以確保金邊仍然有物資供應。:105
3月5日，紅色高棉的砲兵在位於金邊西北部的吐粒（Toul Leap）砲擊波成東機場，但隨著高棉政府軍部隊於3月15日重新奪回吐粒，砲擊暫時結束。但同時紅色高棉軍隊繼續逼近金邊北部和西部，很快就能夠再次向波成東機場發動襲擊。3月22日，有火箭彈擊中兩架補給飛機，迫使美國大使館第二天宣布暫停空運，直到局勢改善。由於意識到如果沒有補給，高棉共和國很快就會全面潰敗，美國於3月24日重新開始向金邊空運，並增加可用於空運的飛機數量:105:358 。高棉政府和美國都希望紅色高棉對金邊的攻勢能夠推遲到5月雨季開始，那時戰鬥的強度通常會有所減弱。:356

## 紅色高棉攻勢

### 3月下旬
到3月下旬，高棉政府軍的防線距離金邊市中心約還有15公里（9.3英里）。在西北地區，高棉政府軍第7師的處境日益嚴峻；第7師的前線有多處被敵軍切斷，特別是在曾多次易手的吐粒地區。而位於波成東機場以西約10公里（6.2英里）處、駐守在4號國道的第3師與自己在磅士卑的指揮所的聯繫被切斷。:155
在南部前線，高棉政府軍第1師與由朗农準將領導下的第15旅負責防禦，這是當時前線最平靜的地方。在达克茂市、1號國道和巴萨河地區，第1師持續受到來自紅色高棉的軍事壓力。金邊以東有傘兵旅和金邊軍區部隊保衛；位於水淨華區的高棉海軍基地和位於波成東的高棉空軍基地均由自己的部隊保衛。:156
位於湄公河東岸的乃良市作為關鍵位置被完全孤立。當地的高棉政府軍捉襟見肘、供給不足，無法滿足高棉政府軍的需求。高棉政府軍的整體後勤狀況日益嚴峻，步兵的彈藥補給只能零星進行。:156

### 4月1日
高棉共和國總統朗諾於4月1日辭職，他在柬埔寨國會大廈舉行的送行儀式只有當地的高棉人參加，沒有外國外交官受到邀請。之後朗諾和他的家人從桑園區的一處機場出發，乘搭直升機飛往波成東國際機場。朗諾抵達波成東後會見美國大使約翰·岡瑟·迪恩，然後登上柬埔寨皇家航空的航班飛往泰國並開始流亡:158-161:358。朗諾辭職後，成為代理總統的蘇金奎希望隨著朗諾離開，和平談判能夠取得進展。:161
儘管紅色高棉遭到高棉政府軍猛烈抵抗，但最終在三個月的圍困後在4月1日晚，乃良陷落。乃良市的陷落導致通往金邊的南部通道門戶大開、近6000名紅色高棉士兵加入圍攻金邊的部隊。而且紅色高棉軍隊在乃良繳獲的六門105毫米榴彈炮對金邊構成進一步的威脅。:156:105:358

### 4月2日至11日
4月3日至4日期間，高棉政府軍第1師在乃良附近的1號國道上所佔據的陣地紛紛被紅色高棉佔領；無論是經由公路或是湄公河，都沒有可能為當地的守軍提供增援:156。 在金邊以北，紅色高棉對於第7師駐守地區的攻擊每天都發生，儘管有定期的空中支援，但那裡的局勢沒有任何改善。高棉政府軍為奪回失地而進行的幾次反攻均未成功。高棉政府軍第1師遭受的損失與日俱增，用直升機疏散傷病者已不再可能。:156-157
抽調前省衛隊各營所組成的最高統帥部最後預備隊被緊急送往北方前線，但經過幾個小時的戰鬥後被紅色高棉徹底擊敗。此後北部防線上出現一個巨大的缺口，而且沒有任何可能將其填補。在西部，諾羅敦·占達朗賽準將的第3師儘管有增援，但仍無法在磅士卑與自己的部隊會合並奪回位於吐粒的陣地。另外，一次計算錯誤導致高棉政府軍的砲火在行動期間落在友軍（第3師）上，嚴重影響該部隊的士氣。:156-157
在此期間，難民從四面八方逃入金邊。民事和軍事當局都陷入困境，不知道在哪裡安置這些難民。當地的學校、寶塔和公共花園被難民佔領；當局無法確定在這些難民當中，誰是平民百姓，誰是紅色高棉的間諜:157。4月11日，美國政府在北京要求柬埔寨民族統一陣線的名義領導人諾羅敦·西哈努克親王立即返回金邊，但是這請求在第二天的早上被西哈努克拒絕。:363

### 4月12日

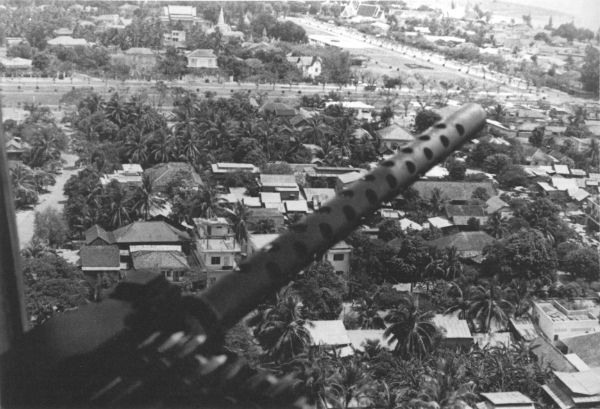
1975年4月12日，從美國的直升機上俯瞰金邊

隨著軍事局勢惡化、紅色高棉步步進逼，美國在4月12日發動鷹遷行動以撤離所有在地美國人員。美國同時邀請高棉共和國政府的成員撤離，但除代理總統蘇金奎在沒有知會其他領導人的情況下離開外，其他政府成員都拒絕逃離金邊:114。這次撤離行動為高棉共和國政府的領導層帶來震驚，因為當時金邊和幾乎所有省會城市（除被北越佔領的東部城市）都在政府的控制之下；據估計，當時政府控制下的人口為600萬，紅色高棉控制下的人口只有約100萬。:162-163
上午8時30分，由高棉共和國最高官員和軍事領導人組成的部長會議在隆波烈的總理辦公室決定召開會議；從下午2時開始，會議在查姆賈蒙宮舉行。該會議最終通過一項決議：將權力移交給軍方、並譴責蘇金奎沒有以合法方式移交權力。晚上11時，大會選舉了最高委員會成員，分別是：沙索沙康中將（高棉政府軍總參謀長）、通萬凡孟少將、沙倫迪·馮少將、埃衝（Ea Chhong）準將（高棉政府軍司令）、隆波烈準將、韓通哈和副總理兼社會共和黨代表的歐金昂（Op Kim Ang）。:164
軍事局勢在白天急劇惡化。在北部，儘管高棉政府軍部隊進行猛烈抵抗，但紅色高棉還是在幾個地點切斷防線。由於波成東機場被佔領的危機迫在眉睫，令到位於棉芷區的小型軍用機場被指定為運送彈藥和補給的飛機和直升機的緊急降落地點。:164-165 

### 4月13日至16日
4月13日是柬埔寨新年開始的日子，但是紅色高棉繼續炮轟金邊。上午9時，最高委員會舉行第一次會議，一致選舉沙索沙康為總統，成為政府首長和臨時國家元首。沙索沙康決定向諾羅敦·西哈努克親王提出最後一次和平協議，該協議同意將高棉共和國及其武裝力量移交給他（西哈努克），但堅拒向紅色高棉投降。當天深夜，沙索沙康召開由最高委員會和內閣組成的部長會議。:165 
該會議所做的決定包括一些政治和軍事措施：將不斷增加的難民安置在學校、佛塔且為他們提供食物；改組內閣、透過從不同省份調派幾個營穿越中部地區以加強金邊的防禦力量。此外政府成立由隆波烈擔任主席的特設委員會，為與西哈努克親王和紅色高棉進行和平談判。:165 
到4月14日，金邊的軍事局勢變得越來越不穩定。當天上午，全體內閣在總參謀部辦公室舉行會議。10時25分，一名高棉空軍飛行員從T-28輕型攻擊機上投下四枚重250磅的炸彈。其中兩枚炸彈在距離總參謀部辦公室約20碼（18.2米）處爆炸，炸死7名軍官和軍士，炸傷20人。沙索沙康之後宣布實施全日宵禁，並宣布戰鬥將持續進行。:166 :125
當天下午，位於金邊以南11公里（6.8英里）處的干拉省首府達克茂市被紅色高棉佔領；達克茂作為高棉政府軍防線的關鍵點，其陷落造成高棉政府軍士氣低落。其後儘管多次發動反擊，但以失敗告終。很快，金邊南郊就發生一場激烈的戰鬥；美軍對波成東的空中補給也完全停止。:166:125
15日開始，紅色高棉從金邊的北部和西部進攻。波成東機場和金邊以北、呈東西走向的堤壩，構成首都周圍的最後一道防線，但很快在紅色高棉的攻勢之下崩潰。就算有從湄公河以東帶回的傘兵旅的介入，但對金邊以西的局勢沒有任何影響；該傘兵旅試圖向西移動，但只能沿著4號國道推進6公里（3.7英里）:158。 同時，難民繼續湧入金邊。:167

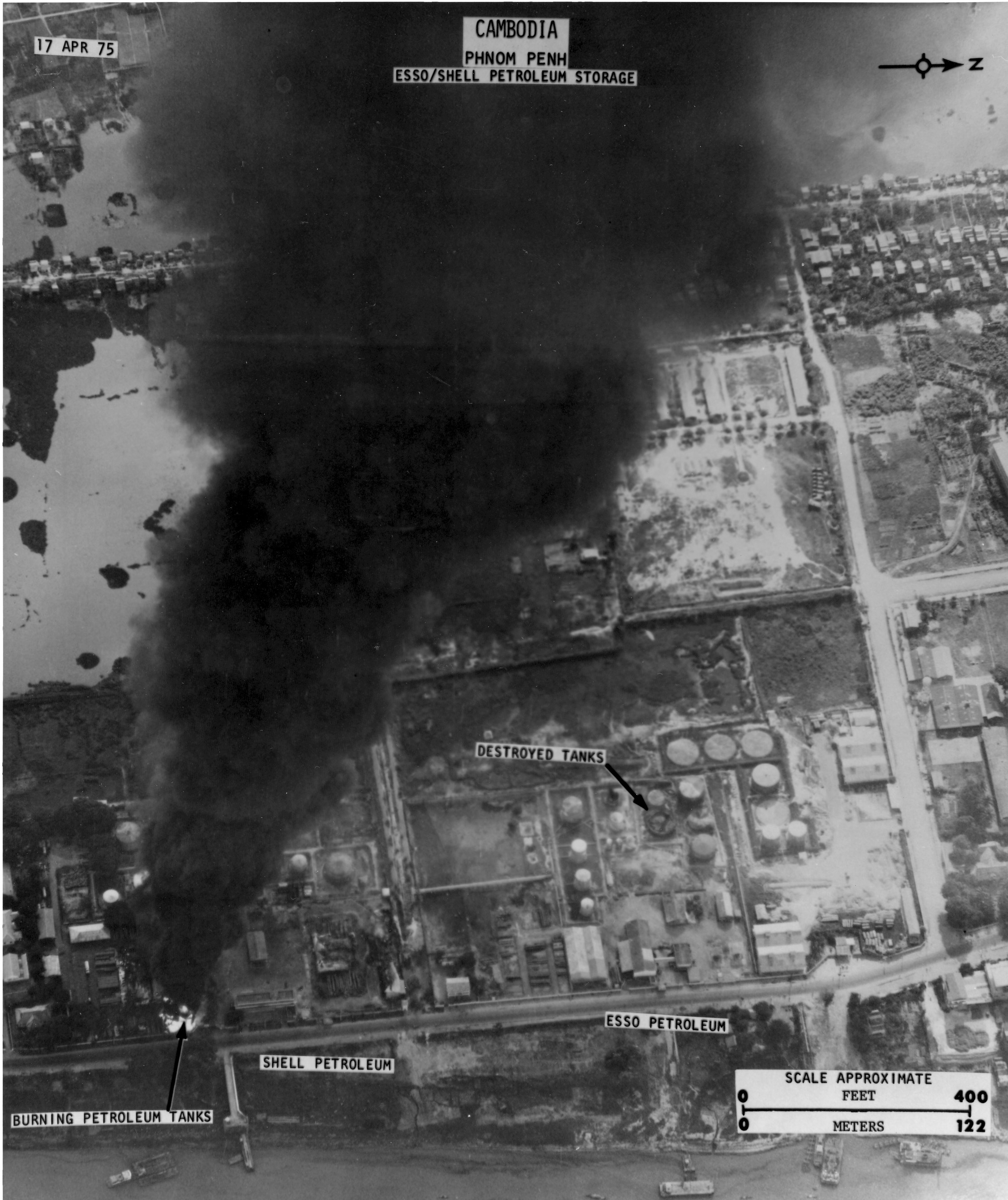
正在燃燒的殼牌石油儲油罐

4月16日上午，內閣會議正在討論如何盡快向北京方面（柬埔寨民族統一陣線及紅色高棉）提出和平協議。隆波烈起草要求立即停火並將權力移交給柬埔寨民族統一陣線的和平協議。該協議透過紅十字會和法國新聞社發送到北京。隨著軍事局勢日益惡化，金邊城以北的殼牌石油油庫被砲火點燃，金邊城以南的棚屋也被大火席捲。:167-168
內閣整個下午都在等待北京方面的答覆，但是到晚上11時還是沒有任何回應；此後內閣意識到紅色高棉不想接受這一協議:167-168。 同時，紅色高棉在傘兵旅撤出後佔領湄公河東岸，而殿德將軍的第2師則控制著莫尼旺大桥。:126
在波成東機場被紅色高棉佔領後，高棉空軍轟炸高棉空軍的指揮中心和機庫，進行最後一次戰鬥飛行。在幾乎耗盡軍械儲備後，97架高棉政府軍飛機從柬埔寨各地的空軍基地和輔助機場飛離柬埔寨，機上的少數平民透過這些飛機逃往泰國避難。

## 陷落

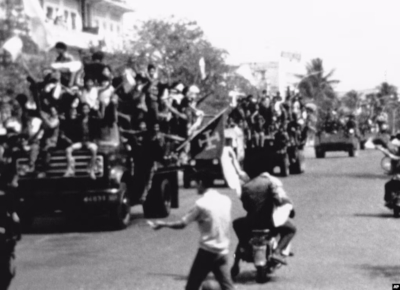
金邊陷落後「民族運動」民兵在金邊遊行

4月17日凌晨2時，由於和平協議未有任何反應，全體內閣成員同意將政府成員從金邊遷至鄰近泰國邊境的奥多棉吉省首府三隆，以圖繼續抵抗紅色高棉及其軍隊，而離開金邊的唯一方法是搭乘直升機。凌晨4時，高棉政府成員在Wat Botum Vaddey（11°33′32″N 104°55′55″E / 11.559°N 104.932°E）前的花園集合，但是直升機沒有出現:168-169。
高棉政府成員於凌晨5時30分回到隆波烈總理的家中，並決定在金邊殊死抵抗紅色高棉。凌晨6時，新聞部長唐林香（Thong Lim Huong）帶來一份剛從北京送來的電報，西哈努克在電報中再次拒絕和平協議；除在1970年柬埔寨政變中掌權的7名成員外，更另外將最高委員會的成員列為「主要叛徒」:168-169，並且判處朗諾和他的表弟朗農死刑。
自凌晨4時起，金邊城北部主要發電站（11°35′24″N 104°54′54″E / 11.59°N 104.915°E）周圍發生激烈戰鬥。黎明時分，當地的高棉政府軍部隊被迫向紅色高棉讓步，並沿著莫尼旺大道撤退到金邊市中心，交火停止:84。沙倫迪海軍上將已返回正遭受紅色高棉攻擊的水淨華海軍基地。後來他打電話給沙索沙康，很快得知海軍基地已經被敵軍包圍，陷落在即。當紅色高棉軍隊進入海軍基地的指揮所時，沙倫迪選擇開槍自殺。
到早上8時，剩下的內閣成員、眾議員和參議員離開會議場地，只留下隆波烈和沙索沙康。此時石仁（Thach Reng）將軍趕到，懇求他們從金邊撤離，因為他在金邊國家奧林匹克體育場仍然有他的特種部隊人員和7架UH-1直升機可供使用。大約8時30分，沙索沙康和他的家人登上直升機離開金邊，高棉政府軍指揮官埃衝（Ea Chhong）也從金邊撤離。與此同時，隆波烈登上另一架直升機:169；結果由於隆波烈要求和家人乘搭另一架可用的直升機、錯失逃生機會，最後被紅色高棉俘獲。
之後4架直升機於9時30分抵達磅同市加油，直升機同時透過無線電與金邊建立聯繫；沙索沙康透過無線電得知紅色高棉已攻入高棉政府軍總參謀部總部，而且梅西尚（Mey Sichan）將軍以沙索沙康的名義向全國和軍隊發表講話，要求他們升起白旗以示和平。沙索沙康的直升機於下午1時30分抵達奧多棉吉；當時高棉共和國覆亡在即，建立偏安政權的機會也似乎消失殆盡，因此剩下的官員決定越境流亡泰國。:169-170
當紅色高棉進入首都時，由赫姆·凱斯·達拉（Hem Keth Dara）領導著一群自稱屬於「民族運動」（實際上是由朗農建立，以冒充是其中一個紅色高棉的派系）的士兵和武裝學生在金邊城周圍遊行，歡迎紅色高棉的到來。民族運動的成員最初受到紅色高棉的容忍，但後來被紅色高棉解除武裝、圍捕並處決。:365:136-137
幾個小時後，紅色高棉軍隊開始從四面八方進入金邊市中心，並在主要十字路口駐紮，解除高棉政府軍士兵武裝並收繳武器:365。被解除武裝的高棉政府軍士兵隨後被押往體育場處決。之後紅色高棉在新聞部舉行記者會，在新聞部的大樓內關押著包括朗農和赫姆·凱斯·達拉在內的一些囚犯。一輛載著隆波烈的汽車抵達，他加入囚犯們的行列。:143-144
中午之後，紅色高棉下令三天内疏散金邊所有市民；將紅十字會試圖將其建立為中立區的金邊皇家飯店驅逐出外籍人士和柬埔寨人、並清空該市的醫院，醫院裡收容大約20,000名戰爭傷員，這些傷員在被強迫前往鄉下的路上通常很難存活:145-147。而在法国驻柬埔寨大使馆，有逾約800名外國僑民和600名柬埔寨人避難:366。 此時紅色高棉軍隊人數僅有約68,000人，另有14,000名黨員。美國記者伊莉莎白·貝克說道，由於缺乏控制柬埔寨全境所需的軍隊人數，清空金邊那些對他們漠不關心或公開敵對的人口對於確保紅色高棉政權的穩定至關重要。:165-166
紅色高棉指揮官貴敦在莫諾隆酒店（11°34′12″N 104°55′05″E / 11.57°N 104.918°E）組織「消滅敵人委員會」。該委員會的第一個行動是下令立即處決朗農和其他高棉共和國政府領導人。而被俘的高棉政府軍軍官則被帶到莫諾隆酒店撰寫自己的傳記，最後帶到體育場處決。:192-193 

## 後續

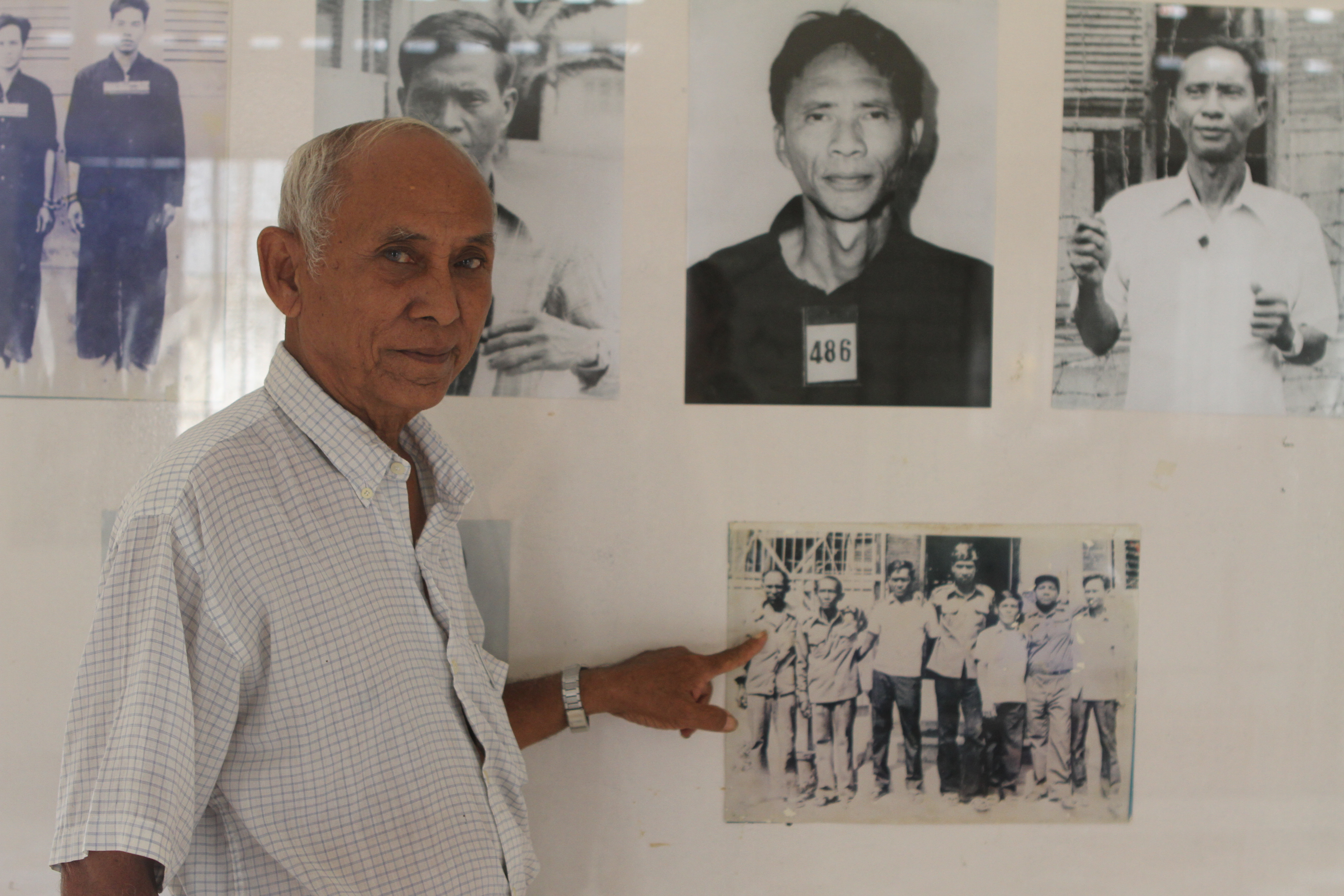
金邊陷落令到紅色高棉掌權，同時標誌著紅色高棉大屠殺開始。圖中顯示的是從S-21集中營中倖存下來的柬埔寨人春迈，他背後的照片則是該集中營的犯人

4月18日上午，沙索沙康和高棉共和國政府的其餘成員以及各類軍事人員登上一架C-123運輸機，飛往乌塔保国际机场並流亡:170-171。同一天，紅色高棉命令法國駐柬大使館內的所有柬埔寨人（除嫁給法國人的婦女外）離開大使館，否則他們將使用武力接管大使館；紅色高棉拒絕承认任何庇護權。從大使館被驅逐的人包括西索瓦·施里玛达親王，他是1970年推翻西哈努克統治的主謀之一，並被柬埔寨民族統一陣線標記為必需處決的7名叛徒之一:156-157；同樣被驅逐的還有西哈努克的妻子之一的馬尼萬·帕尼馮公主、財政部長林啟泰（Khy-Taing Lim）和衛生部長洛昂納爾（Loeung Nal）。
4月21日，隆波烈在金邊的體育圈（Cercle Sportif；現為美國駐柬大使館所在地）被處決，紅色高棉控制下的電台隨後報告稱他被斬首:160,193 ；但其他報道表明他和西索瓦一同被行刑隊處決、或他的腎臟被槍擊中並緩慢地死亡，而他的家人則被機槍掃射處死。
4月23日，紅色高棉（柬埔寨共产党）的領導人波爾布特抵達荒無人煙的金邊:164。4月30日，法國駐柬大使館的人員被紅色高棉裝上卡車，卡車在4天後抵達泰國邊境。:164-166
金邊陷落後高棉共和國的覆滅使紅色高棉鞏固對柬埔寨的控制。紅色高棉之後將國家更名為「民主柬埔寨」，並開始實施農業社會主義。高棉共和國的支持者和大批知識分子、少數族裔被殺害，而前城市人口則被強迫到農村勞動；許多人死於在各個集中營的虐待和營養不良。這最終導致紅色高棉掌權期間150-200萬人死亡，柬埔寨全國近四分之一的人口被殺，史稱「柬埔寨大屠殺」。
除中华人民共和国和北越之外，紅色高棉切斷與外界的所有聯繫。在1975年4月30日西貢陷落後，紅色高棉要求所有北越軍隊離開其在柬埔寨的根據地，但越軍拒絕離開他們聲稱是越南領土的某些地區。越南海軍也控制一些以前由南越控制的島嶼以及越南和柬埔寨之間有爭議的其他領土和島嶼:195。 由此導致1975年5月越南和柬埔寨在多個島嶼上發生一連串衝突；紅色高棉也扣押外國船隻，引發马亚克斯号事件:195 。柬埔寨和越南之間的衝突一直持續到1975年8月， 此後兩國關係有所改善:198 。直到1977年初，紅色高棉（柬埔寨革命軍）開始攻擊越南邊境省份，更加在巴祝市鎮屠殺近千名越南平民，其他襲擊也造成大量越南平民死亡，這最終導致1978年12月開始的柬越戰爭:304。越南推翻柬共政權後，紅色高棉政權的暴行才得以曝光。